# Higieja

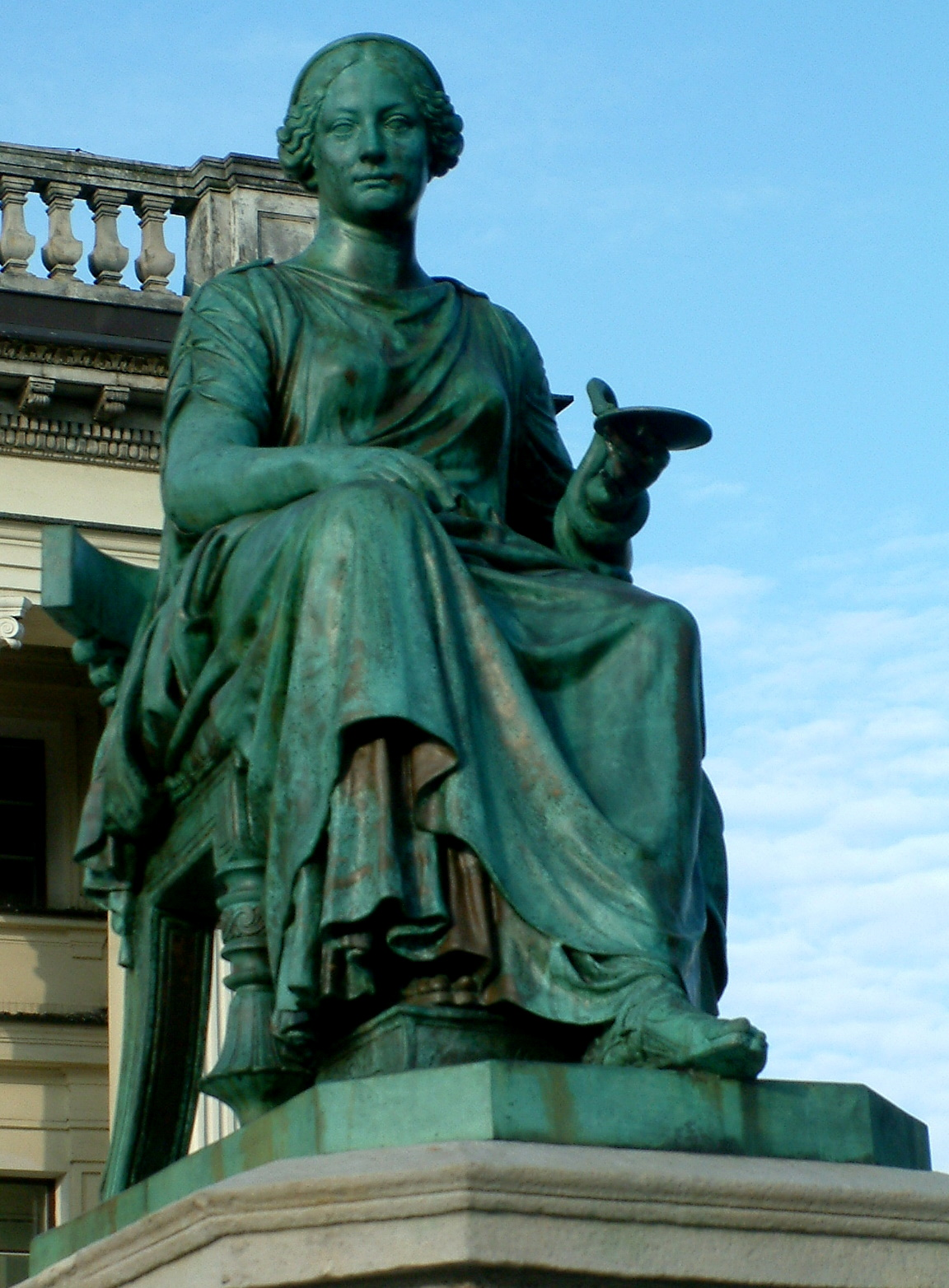
Statua z poznańskiej fontanny Higiei

Higieja (Hygieja, Hygea, Hygia) (stgr. Ὑγίεια Hygíeia – zdrowie, łac. Hygea, Salus – zdrowie) – w mitologii greckiej bóstwo i uosobienie zdrowia.

## W mitologii
Uchodziła za córkę boga Asklepiosa i Epione i za siostrę Panakei (Panacei), Iaso, Ajgle, Akeso, Podalejriosa i Machaona, przypuszczalnie także Telesforosa (Akesisa). Czczona wraz z Asklepiosem, należała do jego orszaku. Jej rzymską odpowiedniczką była Salus. 

## W kulturze masowej
W sztuce przedstawiana zwykle jako młoda kobieta ze stałymi atrybutami: misą (lub czarą bądź pucharem) oraz wężem (ze względu na swe linienie będącym symbolem odradzania się, uosabiającym ciągłą samoodnowę życia, ozdrowienie, długowieczność, uzdrawianie) – i obecnie stanowiących utrwalony symbol (emblemat) farmacji. 
Wyobrażenie bogini szeroko reprezentowane jest w sztukach plastycznych, nie tylko w greckim malarstwie wazowym, ale także m.in. w późniejszej rzeźbie (np. w parkach uzdrowiskowych).
Wizerunek bogini, podobnie jak puchar Higiei, stały się tradycyjnymi symbolami farmacji i aptek.
Od imienia Hygiei pochodzi nazwa higiena – sfery medycznej odnoszącej się do wpływu środowiska na zdrowie ludzkie. 
Imię bogini nadano jednej z planetoid – (10) Hygiea.

## Polonica
Poradnik językowy z 1920 roku określał użycie słowa Higiea (albo Hygiaea) z ustaleniem, że pisownia Hygiaea nie jest ani łacińska (Hygea i Hygia), ani też transkrypcją formy greckiej, więc „jej bezwarunkowo używać nie można”. Wyrazy pokrewne (higjena, higjeniczny) „domagałyby się jednolitej pisowni: Higjea”. Autor argumentuje, że w Słowniku wyrazów obcych M. Arcta (1913, s. 302), przejrzanym i poprawionym przez H. Ułaszyna „użyte jest: Higjea”.
Statua Higiei z rysami małżonki fundatora, hrabiny Konstancji z Potockich Raczyńskiej, wystawiona została w Poznaniu w 1908 roku.